# Груда, Браян
Брая́н Гру́да (нем. Brajan Gruda; родился 31 мая 2004 года, Шпайер, Германия) — немецкий футболист, полузащитник английского клуба «Брайтон энд Хоув Альбион».

## Клубная карьера
В возрасте 6 лет оказался в академии местного клуба «Шпайер 09». В 2015 году перешёл в «Карлсруэ», а с 2018 году играет за «Майнц 05». Дебютировал за клуб 25 января 2023 года в матче против «Боруссии Дортмунд», заменив на 89-й минуте Аймена Баркока. 4 марта получил неизвестное повреждение. 6 октября 2023 года забил первый гол в Бундеслиге в ворота «Боруссии Мёнхенгладбах».

## Карьера в сборной
Играет за различные молодёжные команды Германии. За сборные U15 — U18 сыграл 5 матчей, где забил 2 мяча. За молодёжную сборную Германии дебютировал в матче против Украины.

## Личная жизнь
Родился в албанской семье. Его отец играл за «Влазнию» в 1980-е и 90-е годы, а также в Кубке УЕФА.